# Джаксън (окръг, Южна Дакота)
Вижте пояснителната страница за други населени места с името Джаксън.
Окръг Джаксън (на английски: Jackson County) е окръг в щата Южна Дакота, Съединени американски щати. Площта му е 4846 km², а населението - 3289 души (2017). Административен център е град Кадока.